# 代頓 (伊利諾伊州拉薩爾縣)
代頓（英語：Dayton）是位於美國伊利諾伊州拉薩爾縣的一個人口普查指定地區。

## 地理
代頓的座標為41°23′05″N 88°47′39″W / 41.38472°N 88.79417°W，而該地最高點為海拔高度172米（即564英尺）。

## 人口
根據2010年美國人口普查的數據，代頓的面積為5.94平方千米，當中陸地面積為5.82平方千米，而水域面積為0.12平方千米。當地共有人口537人，而人口密度為每平方千米90.4人。